# Mesochorus calais
Mesochorus calais là một loài tò vò trong họ Ichneumonidae.